# Los rompe piedras
Los rompe piedras o Los picapedreros es un cuadro realista pintado en 1849 por Gustave Courbet, medía 165 x 257 cm y representaba a dos campesinos rompiendo piedras al borde de la carretera; resultó destruido en febrero de 1945, junto con otros 154 cuadros, cuando el camión que trasladaba las obras al castillo de Königstein, cerca de Dresde, fue bombardeado por las fuerzas aliadas.

## Descripción
Dos hombres, representados a tamaño natural, se destacan contra una colina oscura. Con ropas harapientas y cuerpos desgastados, ignoran al espectador, absortos en su trabajo. Aparecen en primer plano, a la izquierda un muchacho de espaldas sujetando una pesada cesta llena de piedras desmenuzadas mientras a la derecha un hombre mayor arrodillado de perfil continúa picando más con un martillo, tiene el rostro en sombra bajo el sombrero; en el segundo plano a la izquierda, un cesto de mimbre con tierra, una azada entre ambas figuras y a la derecha una olla, un cucharón y un trozo de pan negro sobre una alforja.
Aborda una escena cotidiana, con la intención de mostrar el duro trabajo que experimentaban los ciudadanos pobres, por eso Courbet no muestra sus rostros, para que representen a "todos los hombres" y no individuos específicos, aunque al mismo tiempo las prendas están un tanto individualizadas, al ser tomadas del natural.
La gran firma naranja está en la parte inferior izquierda.

## Historia

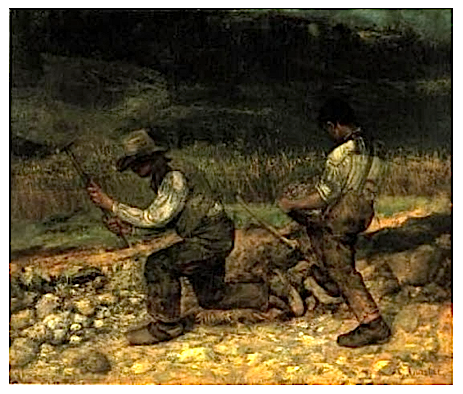
Los picapedreros (1849), óleo sobre lienzo, 56 × 65, Museo Oskar Reinhart, Winterthur, Suiza.

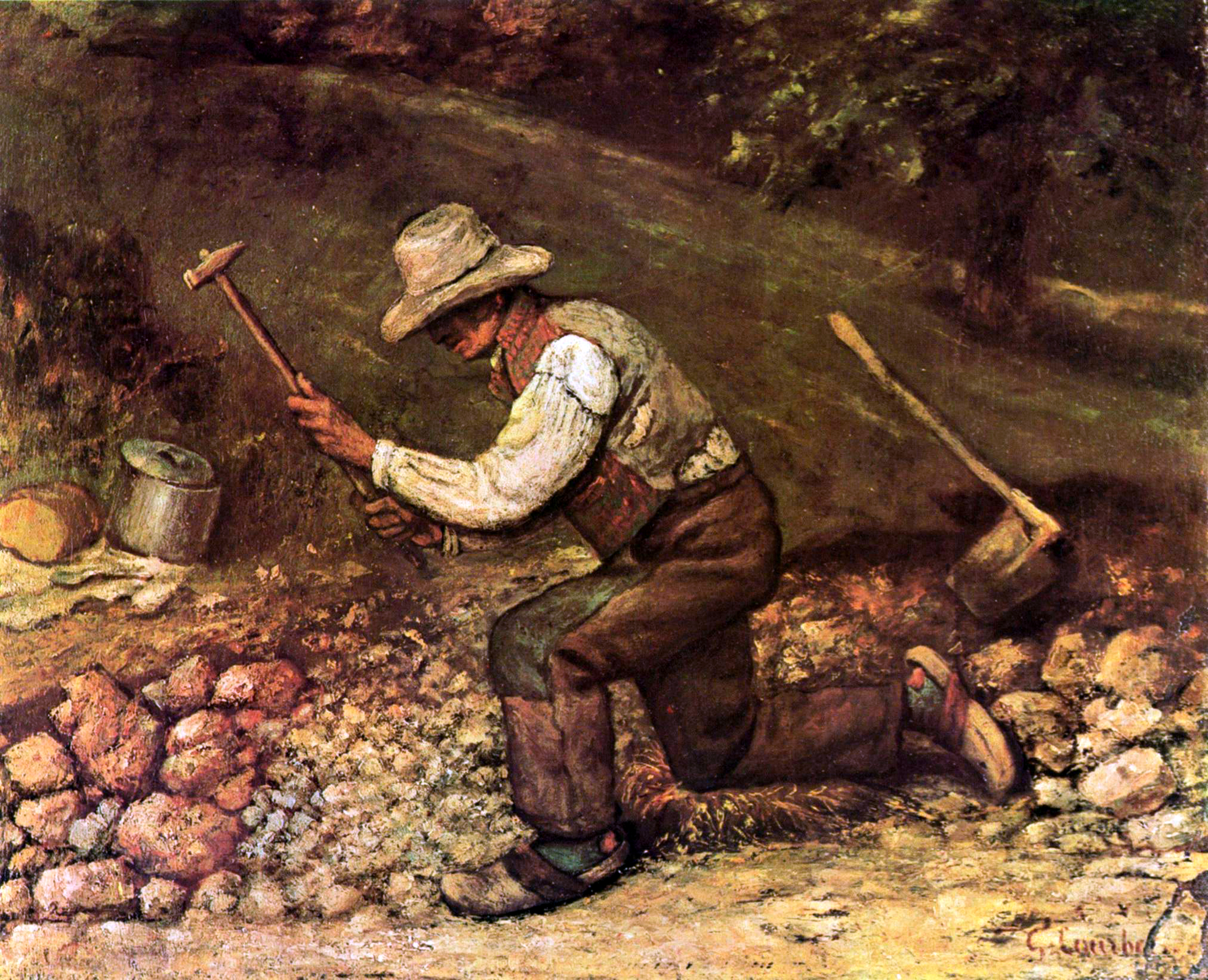
El picapedrero (1849), óleo sobre lienzo, 45,5 × 54,5 cm, Milán, colección particular.

La pintura fue pintada en 1849 y fue una de las tres obras presentadas por Courbet en el Salón de 1850-1851 (junto con Paisanos de Flagey regresando de la feria y Entierro en Ornans).
Courbet cuenta, en una carta del 26 de noviembre de 1849 al Sr. y la Sra. de Francis Wey, que se habría encontrado con estos trabajadores al borde de la carretera: «Había cogido nuestro coche, iba al castillo de Saint-Denis a hacer un paisaje; […] Me detengo a pensar en dos hombres rompiendo piedras en el camino. Es raro encontrar la expresión más completa de la miseria, así que inmediatamente me vino una imagen. Los cité en mi estudio para el día siguiente, y desde entonces he hecho la pintura". Los dos hombres acordaron posar para el pintor.
Courbet presenta así su pintura :

Es una pintura de picapedreros que está formada por dos personajes muy lamentables; uno es un anciano, una vieja máquina endurecida por el servicio y la edad; la cabeza morena y cubierta por un sombrero de paja negra; por el polvo y la lluvia. Sus brazos elásticos están cubiertos por una camisa de lino burdo; luego, en su chaleco de rayas rojas, hay una caja de rapé de cuerno con borde de cobre; sus rodillas descansando sobre un montón de paja, sus pantalones de sarga que se mantendrían en pie por sí solos, sus gastadas medias azules muestran sus talones en zuecos agrietados. El que está detrás de él es un joven de unos quince años con tiña; jirones de lino sucio le sirven de camisa y revelan sus brazos y costados, sus pantalones están sostenidos por una tira de cuero, y tiene en sus pies los zapatos viejos de su padre que durante mucho tiempo han reído de diversas maneras.
Carta de Courbet à Jules Champfleury, Ornans, primavera de 1850.

Se exhibió por primera vez en el Salón de 1850-1851, luego durante la Exposición de Courbet de 1867, después de lo cual fue comprada por Laurent-Richard, quien la revendió en 1871 al Sr. Binand. En 1909, tras su muerte, fue adquirida por la Gemäldegalerie Alte Meister de Dresde: el lienzo fue destruido durante el bombardeo de la ciudad en febrero de 1945, junto con otras 154 pinturas, durante el transporte en camión a la fortaleza de Königstein.
Se conservan dos primeros bocetos preparatorios o variantes, al óleo. El primero, de 65 x 66 cm, representa a los dos trabajadores mirando hacia la izquierda y está firmado abajo a la derecha; está en exhibición en el Museo Oskar Reinhart en Winterthur, Suiza. El segundo, de 45 x 54,5 cm, presenta solo a un trabajador, el anciano del sombrero, y está firmado abajo a la derecha (colección particular). También hay un dibujo a lápiz del joven picapedrero (Museo Ashmolean).

## Contexto
Los rompe piedras se considera tradicionalmente una de las obras fundadoras del realismo pictórico. El pintor representa la realidad tal como él la ve. Sin embargo, esta no es la primera vez que Courbet pinta a un humilde trabajador: citemos por ejemplo Le cheminot que data de los años 1845-1846, un lienzo poco conocido expuesto en el Museo de Bellas Artes de Dole. Representar a los trabajadores en situación, sin artificios ni idealización, otros pintores lo hicieron en este momento, en particular Carl Geyling (1814-1880); aquí lo que cambia radicalmente es el tratamiento de la imagen con su encuadre cercano a los cuerpos, el tamaño del formato, respetando las proporciones a escala, la paleta de colores convocada (tierra, gris, arena, etc.).
«Los picapedreros […] claman con sus harapos venganza contra el arte y la sociedad», dijo del cuadro Émile Zola (1865).
«Este cuadro teñido de gris, con sus dos hombres de manos callosas, los cuellos tostados, era como un espejo en el que se reflejaba la vida aburrida y dolorosa de los pobres» (Jules Vallès, 1866).

## Conexiones
René Char compuso un poema directamente del cuadro, en 1937, en su colección Dehors la nuit est Gouvernée: “Courbet: los picapedreros».